# Ґренв'ю (Манітоба)
Грандв'ю (англ. Grandview) — муніципалітет в Канаді, у провінції Манітоба.

## Населення
За даними перепису 2016 року, муніципалітет нараховував 1482 особи, показавши скорочення на 1,7%, порівняно з 2011-м роком. Середня густина населення становила 1,3 осіб/км².
З офіційних мов обидвома одночасно володіли 25 жителів, тільки англійською — 1 405. Усього 160 осіб вважали рідною мовою не одну з офіційних, з них 105 — українську.
Працездатне населення становило 56,5% усього населення, рівень безробіття — 3,8% (6,2% серед чоловіків та 4,5% серед жінок). 74,8% осіб були найманими працівниками, а 23,7% — самозайнятими.
Середній дохід на особу становив $35 078 (медіана $29 216), при цьому для чоловіків — $38 602, а для жінок $31 918 (медіани — $32 512 та $26 976 відповідно).
20,3% мешканців мали закінчену шкільну освіту, не мали закінченої шкільної освіти — 38,8%, 40,9% мали післяшкільну освіту, з яких 25,3% мали диплом бакалавра, або вищий, 10 осіб мали вчений ступінь.
| Статево-вікова структура населення | Статево-вікова структура населення | Статево-вікова структура населення | Статево-вікова структура населення | Статево-вікова структура населення |
| ---------------------------------- | ---------------------------------- | ---------------------------------- | ---------------------------------- | ---------------------------------- |
|                                    |                                    |                                    |                                    |                                    |
| Всього                             | Всього                             | 48,1%51,9%                         |                                    |                                    |
| 0 — 14 років                       | 0 — 14 років                       |                                    | 16,1%                              | 16,1%                              |
| 15 — 64 років                      | 15 — 64 років                      |                                    | 52,3%                              | 52,3%                              |
| 65 і більше                        | 65 і більше                        |                                    | 31,5%                              | 31,5%                              |
| 85 і більше                        | 85 і більше                        |                                    | 6,7%                               | 6,7%                               |
| 100 і більше                       | 100 і більше                       |                                    | 0,3%                               | 0,3%                               |
| Середній вік (років)               | Середній вік (років)               | 47,349,4                           | 48,4                               | 48,4                               |
| Медіана (років)                    | Медіана (років)                    | 52,854,1                           | 53,5                               | 53,5                               |
| — чоловіки — жінки                 |                                    |                                    |                                    |                                    |

| Походження мешканців:     | Походження мешканців:     | Походження мешканців: | Походження мешканців: | Походження мешканців: |
| ------------------------- | ------------------------- | --------------------- | --------------------- | --------------------- |
| Походження                |                           |                       | осіб                  | %                     |
| Корінні американці        | Корінні американці        |                       | 180                   | 12.68%                |
| Інше північноамериканське | Інше північноамериканське |                       | 295                   | 20.77%                |
| Європейське               | Європейське               |                       | 1 205                 | 84.86%                |
| британське                | британське                |                       | 700                   | 49.3%                 |
| французьке                | французьке                |                       | 130                   | 9.15%                 |
| українське                | українське                |                       | 450                   | 31.69%                |
| Азійське                  | Азійське                  |                       | 10                    | 0.7%                  |

| Зайнятість населення за галузями (за класифікацією NOC): | Зайнятість населення за галузями (за класифікацією NOC): | Зайнятість населення за галузями (за класифікацією NOC): | Зайнятість населення за галузями (за класифікацією NOC): | Зайнятість населення за галузями (за класифікацією NOC): |
| -------------------------------------------------------- | -------------------------------------------------------- | -------------------------------------------------------- | -------------------------------------------------------- | -------------------------------------------------------- |
|                                                          |                                                          |                                                          |                                                          |                                                          |
| Управління                                               | Управління                                               |                                                          | 16,3%                                                    | 16,3%                                                    |
| Бізнес, фінанси та адміністрування                       | Бізнес, фінанси та адміністрування                       |                                                          | 10,1%                                                    | 10,1%                                                    |
| Природничі та прикладні науки                            | Природничі та прикладні науки                            |                                                          | 1,6%                                                     | 1,6%                                                     |
| Охорона здоров'я                                         | Охорона здоров'я                                         |                                                          | 10,1%                                                    | 10,1%                                                    |
| Освіта, правозахист, муніципальні та урядові служби      | Освіта, правозахист, муніципальні та урядові служби      |                                                          | 13,2%                                                    | 13,2%                                                    |
| Мистецтво, культура, відпочинок та спорт                 | Мистецтво, культура, відпочинок та спорт                 |                                                          | 1,6%                                                     | 1,6%                                                     |
| Роздрібна торгівля та послуги                            | Роздрібна торгівля та послуги                            |                                                          | 16,3%                                                    | 16,3%                                                    |
| Гуртова торгівля, транспорт та обладнання                | Гуртова торгівля, транспорт та обладнання                |                                                          | 18,6%                                                    | 18,6%                                                    |
| Природні ресурси, сільське господарство                  | Природні ресурси, сільське господарство                  |                                                          | 13,2%                                                    | 13,2%                                                    |
| Виробництво                                              | Виробництво                                              |                                                          | 1,6%                                                     | 1,6%                                                     |

## Клімат
Середня річна температура становить 1,4°C, середня максимальна – 22,7°C, а середня мінімальна – -25,1°C. Середня річна кількість опадів – 510 мм.
| Клімат поселення                              | Клімат поселення | Клімат поселення | Клімат поселення | Клімат поселення | Клімат поселення | Клімат поселення | Клімат поселення | Клімат поселення | Клімат поселення | Клімат поселення | Клімат поселення | Клімат поселення | Клімат поселення |
| Показник                                      | Січ.             | Лют.             | Бер.             | Квіт.            | Трав.            | Черв.            | Лип.             | Серп.            | Вер.             | Жовт.            | Лист.            | Груд.            |                  |
| Середній максимум, °C                         | −11,45           | −7,66            | −1,1             | 8,76             | 17,10            | 22,65            | 22,30            | 21,43            | 15,90            | 8,90             | −1,33            | −10,46           |                  |
| Середня температура, °C                       | −18,26           | −14,47           | −7,9             | 1,96             | 10,30            | 15,84            | 17,74            | 16,89            | 11,33            | 4,38             | −5,9             | −15,01           |                  |
| Середній мінімум, °C                          | −25,06           | −21,27           | −14,7            | −4,86            | 3,49             | 9,04             | 13,20            | 12,30            | 6,80             | −0,2             | −10,42           | −19,59           |                  |
| Норма опадів, мм                              | 22               | 15               | 27               | 25               | 56               | 87               | 77               | 69               | 52               | 33               | 22               | 25               |                  |
| Середньомісячна швидкість вітру, м/с          | 3.70             | 3.70             | 3.80             | 4.10             | 4.26             | 3.80             | 3.40             | 3.49             | 3.80             | 4.00             | 3.84             | 3.70             |                  |
| Середньомісячна сонячна радіація, кДж/м²·день | 3888             | 7158             | 12642            | 17281            | 20375            | 21412            | 21893            | 18388            | 12635            | 7449             | 3978             | 2974             |                  |
| --------------------------------------------- | ---------------- | ---------------- | ---------------- | ---------------- | ---------------- | ---------------- | ---------------- | ---------------- | ---------------- | ---------------- | ---------------- | ---------------- | ---------------- |
| Джерело:                                      |                  |                  |                  |                  |                  |                  |                  |                  |                  |                  |                  |                  |                  |